# Serie A 1971-1972
La Serie A 1971-1972 è stata la 70ª edizione della massima serie del campionato italiano di calcio (la 40ª a girone unico), disputata tra il 3 ottobre 1971 e il 28 maggio 1972 e conclusa con la vittoria della Juventus, al suo quattordicesimo titolo.
Capocannoniere del torneo è stato, per la seconda volta consecutiva, Roberto Boninsegna (Inter) con 22 reti.

## Stagione

### Novità
Sempre più preponderante nel racconto giornalistico divenne la moviola, introdotta quattro anni prima: in questo campionato fece parlare quanto accadde nella puntata della Domenica Sportiva del 20 febbraio 1972 in cui per la prima volta un arbitro, peraltro il più in vista dell'epoca, Concetto Lo Bello, ammise un proprio errore commesso poche ore prima nella classica tra Juventus e Milan.

### Calciomercato

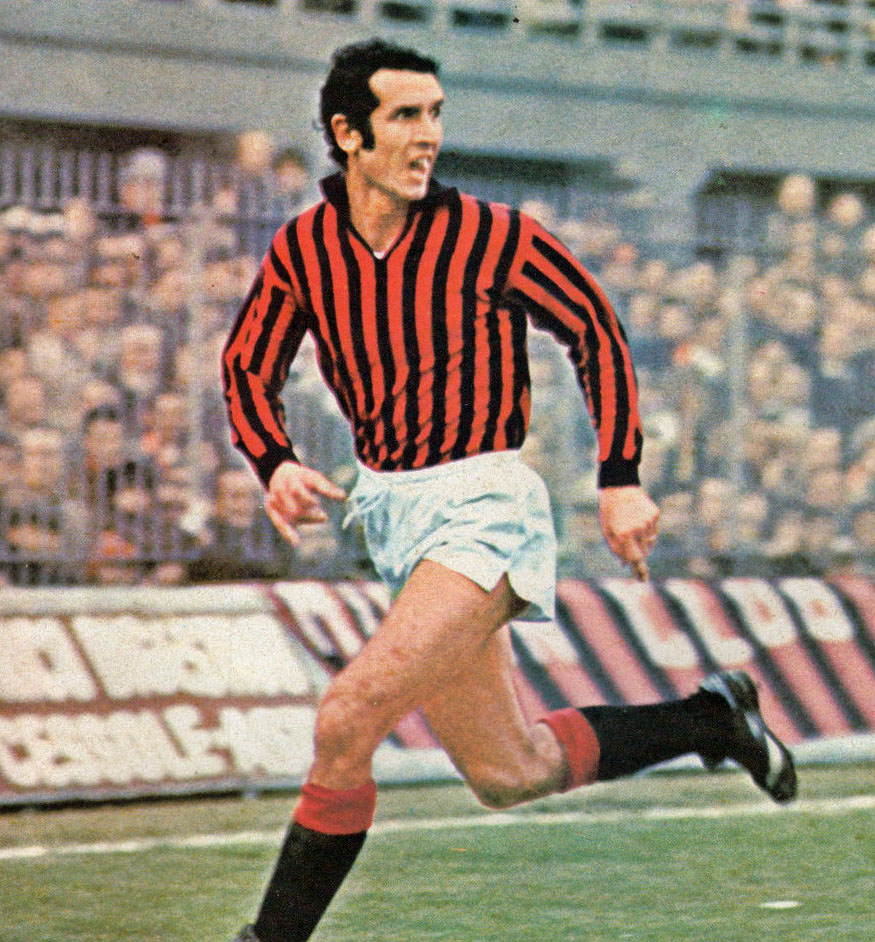
Alberto Bigon, neoacquisto milanista e tra i protagonisti del campionato sul versante realizzativo con 14 gol.

I nerazzurri campioni in carica, alle prese col profondo ricambio generazionale che coinvolgeva gli ultimi reduci della Grande Inter, non seppe per questo confermarsi ai vertici: in questa ottica si segnalò comunque la fiducia ai giovani Bordon e Oriali oltreché l'esordio del sedicenne Bini, futura bandiera del club. I concittadini del Milan, confermata la guida tecnica al paròn Nereo Rocco, integrarono in rosa, tra gli altri, Sabadini e Bigon, futuri punti fermi dei rossoneri in questo decennio così come lo diventerà Aldo Maldera, promettente terzino delle giovanili che proprio in questo campionato cominciò a venire aggregato alla prima squadra; lasciò invece un decano dei meneghini, Trapattoni, migrato al Varese per quella che sarà l'ultima sua stagione da calciatore.
La Juventus affidò in pianta stabile la panchina al cecoslovacco Čestmír Vycpálek, tecnico delle giovanili che era stato frettolosamente chiamato in prima squadra sul finire della stagione precedente per via della prematura morte di Armando Picchi. Sull'altra sponda della città, il Torino puntò su due protagonisti del neopromosso Mantova, l'allenatore Gustavo Giagnoni e l'ala Toschi.
Novità alla Roma dove il giovane imprenditore edilizio Gaetano Anzalone, già dirigente del settore giovanile, rilevò la società da un Marchini che da tempo veniva contestato dalla piazza giallorossa, peraltro fomentata da una feroce campagna di stampa, per via delle decisioni prese nell'ultima parte della sua presidenza, su tutte la cacciata di Helenio Herrera; tra le prime decisioni di Anzalone ci fu proprio quella di richiamare nella Capitale l'allenatore franco-argentino.
Tra gli altri movimenti, il Cagliari prelevò dalla Fiorentina il centravanti Vitali; a sostituirlo nel reparto avanzato gigliato arrivò l'ex veronese Clerici.

### Avvenimenti

#### Girone di andata

L'outsider Torino, guidato da Gustavo Giagnoni, tornò ai vertici chiudendo alla piazza d'onore.

L'equilibrio iniziale del torneo fu spezzato il 5 dicembre 1971, quando la Juventus si impose nella stracittadina lasciandosi dietro di 2 punti le milanesi e la Roma. Da quel momento e fino al termine del girone di andata la capolista perse solo a Cagliari, il 9 gennaio 1972, quando un errore del portiere Carmignani premiò gli isolani a tempo ormai scaduto. Al Milan, diretta inseguitrice, non riuscì tuttavia l'aggancio sicché la Juventus fu campione d'inverno, due settimane dopo, con 2 lunghezze di vantaggio proprio sugli uomini di Rocco.

#### Girone di ritorno

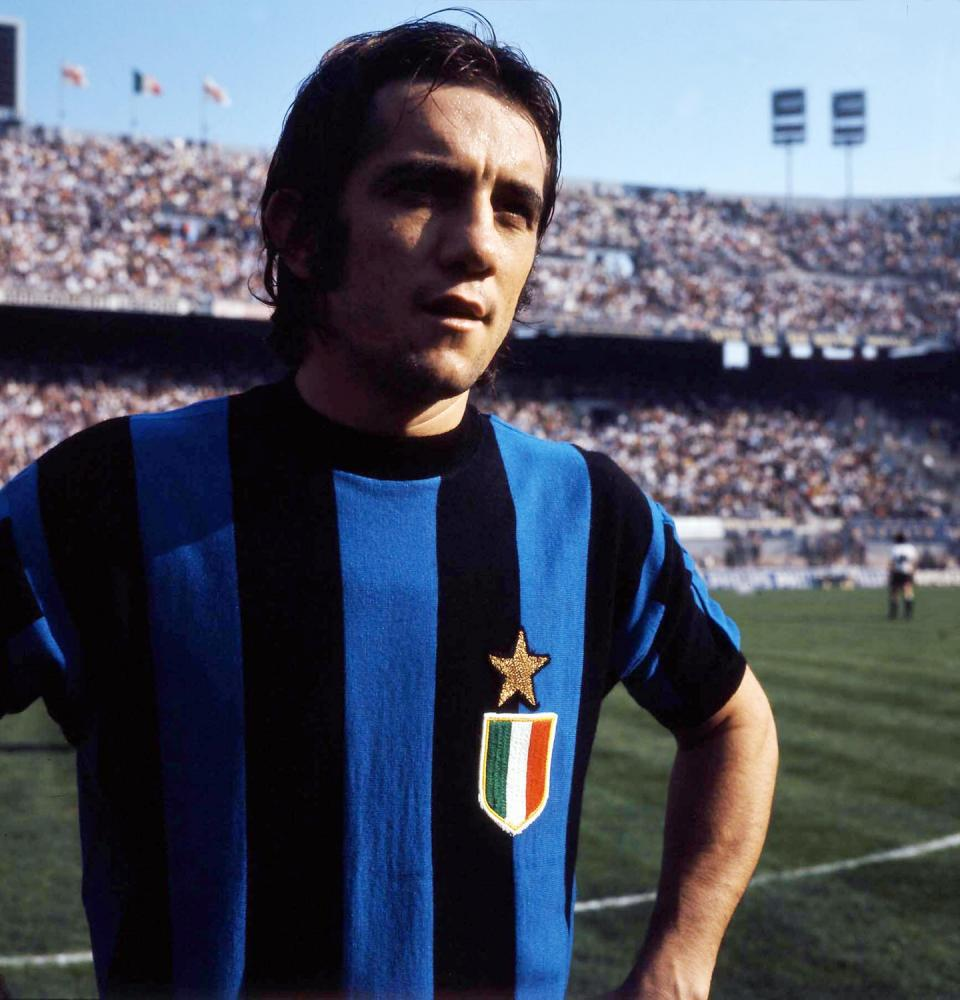
L'interista Roberto Boninsegna, autore di 22 reti che gli hanno valso il secondo titolo consecutivo di capocannoniere.

Il girone di ritorno iniziò male per i bianconeri: Vycpálek dovette forzatamente rinunciare per il resto della stagione al suo centravanti titolare Bettega, costretto a fermarsi per curare un principio di tubercolosi che rischiava di minarne il prosieguo di carriera, e altresì cadde subito a Catanzaro nella partita che segnò la prima vittoria in Serie A per la squadra calabrese, la prima della regione a calcare i campi della massima categoria. La capolista venne raggiunta dal Milan e agganciata dal Cagliari di un Riva il quale sembrava avere ritrovato la forma migliore – i gol di Rombo di tuono alla fine del campionato saranno 21, uno in meno di quelli del capocannoniere, l'interista Boninsegna –; la settimana dopo furono però i rossoneri a cedere dinanzi alla Fiorentina, sicché la corsa juventina poté ricominciare.
Ma si fece avanti un nuovo avversario, l'outsider Torino di Giagnoni e degli emergenti Sala e Pulici, che il 9 aprile agganciò i concittadini e la settimana dopo andò in testa, a quattro giornate dal termine, mentre la squadra bianconera veniva raggiunta in classifica anche da quella cagliaritana. Decisivo fu il ventisettesimo turno: i granata persero a San Siro contro un Milan peraltro privato nella volata finale del suo leader Rivera – fermato da una squalifica-record causa le gravi accuse rivolte, al termine dello scontro diretto del 12 marzo contro gli isolani, all'operato del designatore arbitrale Giulio Campanati –, i sardi impattarono al Sant'Elia contro il già retrocesso Varese, mentre al Comunale di Torino una tripletta di Causio stese nel derby d'Italia gli scudettati uscenti.

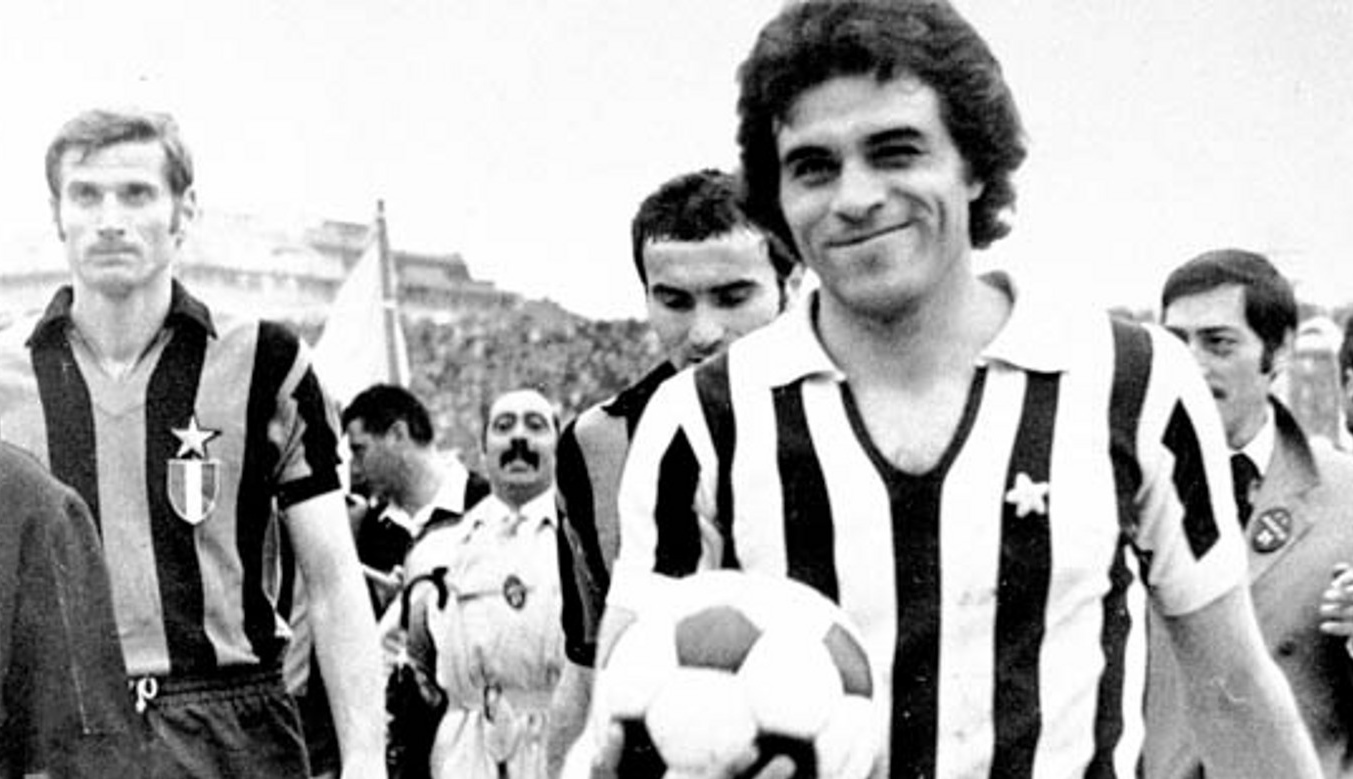
Lo juventino Franco Causio si porta a casa il pallone dopo la tripletta nel derby d'Italia del 23 aprile 1972, tappa decisiva per strappare lo scudetto dalle maglie nerazzurre.

Una volta superato anche l'ultimo ostacolo sul proprio cammino, uscendo indenne dal campo di Firenze nella penultima giornata, il successivo 28 maggio la Juventus batté davanti al proprio pubblico il L.R. Vicenza e tornò a laurearsi campione d'Italia dopo un lustro, staccando di un punto il tandem rossonero-granata: arrivò così a compimento il progetto di rifondazione della rosa che il presidente bianconero, Giampiero Boniperti, aveva lanciato nell'estate di due anni prima, puntando su numerosi e promettenti elementi – oltre ai succitati Bettega e Causio, anche Cuccureddu e Spinosi – che aprirono il ciclo della cosiddetta Giovin Signora.
In zona UEFA la Fiorentina fu protagonista di un calo che le fruttò solo 4 punti nelle ultime sei giornate, con il conseguente aggancio subìto a opera dell'Inter che rimetteva in discussione la partecipazione alla successiva Coppa UEFA dei toscani; a campionato concluso, tuttavia, il Milan si aggiudicò la Coppa Italia, liberando di conseguenza un posto in Europa che garantì sia ai nerazzurri che ai viola la qualificazione al torneo senza la disputa di uno spareggio. All'ultimo turno la matricola Catanzaro non seppe approfittare delle sconfitte di Verona e Lanerossi, facendo ritorno in Serie B dopo un anno. La retrocessione colpì anche due lombarde, il fanalino di coda Varese e il Mantova, con quest'ultimo che vide fin qui per l'ultima volta la massima serie.
Positivo, al contrario, il campionato dell'altra neopromossa Atalanta, capace di raggiungere il decimo posto.

## Squadre partecipanti
| Club         | Stagione | Città     | Stadio                       | Stagione precedente           |
| ------------ | -------- | --------- | ---------------------------- | ----------------------------- |
| Atalanta     | dettagli | Bergamo   | Stadio Comunale              | 2º posto in Serie B, promossa |
| Bologna      | dettagli | Bologna   | Stadio Comunale              | 5º posto in Serie A           |
| Cagliari     | dettagli | Cagliari  | Stadio Sant'Elia             | 7º posto in Serie A           |
| Catanzaro    | dettagli | Catanzaro | Stadio Comunale              | 3º posto in Serie B, promosso |
| Fiorentina   | dettagli | Firenze   | Stadio Comunale              | 13º posto in Serie A          |
| Inter        | dettagli | Milano    | Stadio San Siro              | 1º posto in Serie A           |
| Juventus     | dettagli | Torino    | Stadio Comunale di Torino    | 4º posto in Serie A           |
| L.R. Vicenza | dettagli | Vicenza   | Stadio Romeo Menti           | 8º posto in Serie A           |
| Mantova      | dettagli | Mantova   | Stadio Danilo Martelli       | 1º posto in Serie B, promosso |
| Milan        | dettagli | Milano    | Stadio San Siro              | 2º posto in Serie A           |
| Napoli       | dettagli | Napoli    | Stadio San Paolo             | 3º posto in Serie A           |
| Roma         | dettagli | Roma      | Stadio Olimpico              | 6º posto in Serie A           |
| Sampdoria    | dettagli | Genova    | Stadio Luigi Ferraris        | 12º posto in Serie A          |
| Torino       | dettagli | Torino    | Stadio Comunale di Torino    | 8º posto in Serie A           |
| Varese       | dettagli | Varese    | Stadio Franco Ossola         | 8º posto in Serie A           |
| Verona       | dettagli | Verona    | Stadio Marcantonio Bentegodi | 8º posto in Serie A           |

## Allenatori e primatisti
| Squadra           | Allenatore                                                                     | Calciatore più presente                                                                  | Cannoniere              |
| ----------------- | ------------------------------------------------------------------------------ | ---------------------------------------------------------------------------------------- | ----------------------- |
| Atalanta          | Giulio Corsini                                                                 | Ottavio Bianchi, Bruno Divina, Sergio Magistrelli (30)                                   | Sergio Magistrelli (7)  |
| Bologna           | Edmondo Fabbri (1ª-18ª) Cesarino Cervellati e Oronzo Pugliese (D.T.) (19ª-30ª) | Giuseppe Savoldi (30)                                                                    | Giuseppe Savoldi (11)   |
| Cagliari          | Manlio Scopigno                                                                | Gigi Riva (30)                                                                           | Gigi Riva (21)          |
| Catanzaro         | Gianni Seghedoni                                                               | Adriano Banelli, Alberto Spelta (30)                                                     | Alberto Spelta (7)      |
| Fiorentina        | Nils Liedholm                                                                  | Giancarlo Galdiolo, Franco Superchi (30)                                                 | Sergio Clerici (10)     |
| Inter             | Giovanni Invernizzi                                                            | Mario Corso (29)                                                                         | Roberto Boninsegna (22) |
| Juventus          | Čestmír Vycpálek                                                               | Pietro Anastasi, Franco Causio, Francesco Morini, Sandro Salvadore, Luciano Spinosi (30) | Pietro Anastasi (11)    |
| Lanerossi Vicenza | Umberto Menti                                                                  | Cesare Poli (30)                                                                         | Mario Maraschi (11)     |
| Mantova           | Renato Lucchi (1ª-13ª) Renzo Uzzecchini (14ª-30ª)                              | Giovanni Masiello (28)                                                                   | Sauro Petrini (6)       |
| Milan             | Nereo Rocco                                                                    | Fabio Cudicini (30)                                                                      | Alberto Bigon (14)      |
| Napoli            | Giuseppe Chiappella                                                            | Mario Zurlini (30)                                                                       | José Altafini (8)       |
| Roma              | Helenio Herrera                                                                | Aldo Bet, Elvio Salvori, Sergio Santarini (30)                                           | Gianfranco Zigoni (7)   |
| Sampdoria         | Heriberto Herrera                                                              | Giovanni Lodetti (30)                                                                    | Ermanno Cristin (5)     |
| Torino            | Gustavo Giagnoni                                                               | Natalino Fossati, Claudio Sala (30)                                                      | Gianni Bui (9)          |
| Varese            | Sergio Brighenti (1ª-6ª) Giancarlo Cadè (7ª-16ª) Pietro Maroso (17ª-30ª)       | Dario Dolci (30)                                                                         | Carlo Petrini (5)       |
| Verona            | Ugo Pozzan                                                                     | Angelo Orazi (30)                                                                        | Angelo Orazi (7)        |

## Classifica finale
|        | Pos. | Squadra      | Pt | G  | V  | N  | P  | GF | GS | DR  |
| ------ | ---- | ------------ | -- | -- | -- | -- | -- | -- | -- | --- |
|        | 1.   | Juventus     | 43 | 30 | 17 | 9  | 4  | 48 | 24 | +24 |
| [ 18 ] | 2.   | Milan        | 42 | 30 | 16 | 10 | 4  | 36 | 17 | +19 |
|        | 2.   | Torino       | 42 | 30 | 17 | 8  | 5  | 39 | 25 | +14 |
|        | 4.   | Cagliari     | 39 | 30 | 15 | 9  | 6  | 39 | 23 | +16 |
|        | 5.   | Inter        | 36 | 30 | 13 | 10 | 7  | 49 | 28 | +21 |
|        | 5.   | Fiorentina   | 36 | 30 | 12 | 12 | 6  | 28 | 20 | +8  |
|        | 7.   | Roma         | 35 | 30 | 13 | 9  | 8  | 37 | 31 | +6  |
|        | 8.   | Napoli       | 28 | 30 | 6  | 16 | 8  | 27 | 31 | -4  |
|        | 8.   | Sampdoria    | 28 | 30 | 8  | 12 | 10 | 23 | 28 | -5  |
|        | 10.  | Atalanta     | 26 | 30 | 9  | 8  | 13 | 21 | 26 | -5  |
|        | 11.  | Bologna      | 25 | 30 | 7  | 11 | 12 | 28 | 36 | -8  |
|        | 12.  | L.R. Vicenza | 23 | 30 | 8  | 7  | 15 | 30 | 43 | -13 |
|        | 13.  | Verona       | 22 | 30 | 4  | 14 | 12 | 21 | 36 | -15 |
|        | 14.  | Mantova      | 21 | 30 | 6  | 9  | 15 | 23 | 39 | -16 |
|        | 14.  | Catanzaro    | 21 | 30 | 3  | 15 | 12 | 17 | 34 | -17 |
|        | 16.  | Varese       | 13 | 30 | 1  | 11 | 18 | 17 | 42 | -25 |

Legenda:
      Campione d'Italia e qualificato in Coppa dei Campioni 1972-1973.
      Qualificato in Coppa delle Coppe 1972-1973.
      Qualificate in Coppa UEFA 1972-1973.
      Retrocessi in Serie B 1972-1973.
Regolamento:
Due punti a vittoria, uno a pareggio, zero a sconfitta.
In caso di parità di punti era in vigore il pari merito, eccetto per i posti salvezza-retrocessione e qualificazione-esclusione dalla Coppa UEFA (differenza reti) nonché per l'assegnazione dello scudetto (spareggio).
Note:
Il Bologna fu designato dalla Lega Calcio per la Coppa Mitropa 1972-1973

### Squadra campione
| Formazione tipo | Giocatori (presenze)      |
| --- | ------------------------- |
| Carmignani Salvadore Spinosi Morini Marchetti Furino Capello Haller Causio Anastasi Bettega                                                                                      | Pietro Carmignani (25)    |
| Carmignani Salvadore Spinosi Morini Marchetti Furino Capello Haller Causio Anastasi Bettega                                                                                      | Luciano Spinosi (30)      |
| Carmignani Salvadore Spinosi Morini Marchetti Furino Capello Haller Causio Anastasi Bettega                                                                                      | Gianpietro Marchetti (29) |
| Carmignani Salvadore Spinosi Morini Marchetti Furino Capello Haller Causio Anastasi Bettega                                                                                      | Giuseppe Furino (27)      |
| Carmignani Salvadore Spinosi Morini Marchetti Furino Capello Haller Causio Anastasi Bettega                                                                                      | Francesco Morini (30)     |
| Carmignani Salvadore Spinosi Morini Marchetti Furino Capello Haller Causio Anastasi Bettega                                                                                      | Sandro Salvadore (30)     |
| Carmignani Salvadore Spinosi Morini Marchetti Furino Capello Haller Causio Anastasi Bettega                                                                                      | Helmut Haller (23)        |
| Carmignani Salvadore Spinosi Morini Marchetti Furino Capello Haller Causio Anastasi Bettega                                                                                      | Franco Causio (30)        |
| Carmignani Salvadore Spinosi Morini Marchetti Furino Capello Haller Causio Anastasi Bettega                                                                                      | Pietro Anastasi (30)      |
| Carmignani Salvadore Spinosi Morini Marchetti Furino Capello Haller Causio Anastasi Bettega                                                                                      | Fabio Capello (29)        |
| Carmignani Salvadore Spinosi Morini Marchetti Furino Capello Haller Causio Anastasi Bettega                                                                                      | Roberto Bettega (14)      |
| Altri giocatori: Gianluigi Savoldi (13), Adriano Novellini (11), Antonello Cuccureddu (10), Massimo Piloni (5), Fernando Viola (4), Silvio Longobucco (2), Gianluigi Roveta (1). |                           |

## Risultati

### Tabellone
|                   | Ata  | Bol  | Cag  | Cat  | Fio  | Int  | Juv  | LRV  | Man  | Mil  | Nap  | Rom  | Sam  | Tor  | Var  | Ver  |
| ----------------- | ---- | ---- | ---- | ---- | ---- | ---- | ---- | ---- | ---- | ---- | ---- | ---- | ---- | ---- | ---- | ---- |
| Atalanta          | –––– | 0-0  | 2-1  | 1-0  | 3-1  | 1-0  | 0-0  | 1-3  | 2-0  | 0-1  | 3-1  | 1-1  | 0-0  | 0-0  | 1-0  | 0-0  |
| Bologna           | 1-1  | –––– | 2-1  | 2-1  | 1-1  | 0-3  | 1-2  | 2-1  | 1-1  | 0-2  | 2-2  | 2-2  | 1-0  | 2-3  | 1-0  | 1-0  |
| Cagliari          | 2-0  | 2-1  | –––– | 0-0  | 0-0  | 2-1  | 2-1  | 3-0  | 1-0  | 2-1  | 2-1  | 1-0  | 3-1  | 1-2  | 1-1  | 3-1  |
| Catanzaro         | 1-1  | 1-0  | 2-2  | –––– | 0-2  | 0-2  | 1-0  | 1-1  | 1-1  | 0-0  | 0-0  | 1-1  | 1-0  | 1-3  | 1-1  | 0-0  |
| Fiorentina        | 2-0  | 2-1  | 0-1  | 1-0  | –––– | 0-0  | 1-1  | 2-1  | 0-1  | 2-0  | 2-1  | 2-0  | 0-0  | 1-1  | 1-0  | 2-1  |
| Inter             | 2-0  | 1-1  | 0-0  | 1-0  | 1-1  | –––– | 0-0  | 2-1  | 2-0  | 2-3  | 2-0  | 2-2  | 4-4  | 2-0  | 2-0  | 4-1  |
| Juventus          | 1-0  | 2-1  | 2-1  | 4-2  | 1-0  | 3-0  | –––– | 2-0  | 2-1  | 1-1  | 2-2  | 2-1  | 3-1  | 2-1  | 1-0  | 4-0  |
| Lanerossi Vicenza | 1-0  | 2-3  | 0-1  | 2-0  | 0-1  | 0-4  | 1-3  | –––– | 1-0  | 0-2  | 6-2  | 0-1  | 1-0  | 0-0  | 0-4  | 2-1  |
| Mantova           | 1-0  | 1-1  | 2-1  | 1-1  | 1-2  | 1-6  | 1-1  | 0-1  | –––– | 0-0  | 0-0  | 0-2  | 1-2  | 1-2  | 2-2  | 1-0  |
| Milan             | 1-0  | 1-0  | 0-0  | 1-0  | 2-0  | 1-1  | 1-4  | 1-1  | 0-1  | –––– | 3-0  | 3-0  | 0-0  | 1-0  | 3-1  | 2-0  |
| Napoli            | 2-1  | 0-0  | 0-0  | 0-0  | 0-0  | 0-0  | 1-1  | 1-1  | 1-0  | 0-0  | –––– | 4-0  | 0-0  | 1-1  | 3-0  | 1-1  |
| Roma              | 1-0  | 1-0  | 2-2  | 4-0  | 0-0  | 3-1  | 1-1  | 1-0  | 3-1  | 1-2  | 1-0  | –––– | 1-0  | 3-1  | 0-0  | 1-0  |
| Sampdoria         | 1-0  | 2-1  | 0-0  | 1-1  | 0-0  | 0-0  | 0-0  | 1-1  | 0-0  | 0-2  | 1-2  | 1-0  | –––– | 2-1  | 2-0  | 1-0  |
| Torino            | 1-0  | 1-0  | 1-0  | 1-0  | 2-1  | 2-1  | 2-1  | 2-1  | 1-0  | 0-0  | 1-0  | 2-0  | 2-0  | –––– | 2-0  | 2-2  |
| Varese            | 0-1  | 0-0  | 0-2  | 1-1  | 1-1  | 0-3  | 0-1  | 0-0  | 2-4  | 0-1  | 0-1  | 1-3  | 0-1  | 2-2  | –––– | 0-0  |
| Verona            | 1-2  | 0-0  | 0-2  | 0-0  | 0-0  | 2-0  | 1-0  | 2-2  | 1-0  | 1-1  | 1-1  | 1-1  | 3-2  | 0-0  | 1-1  | –––– |

### Calendario
| andata (1ª) | andata (1ª) | 1ª giornata            | ritorno (16ª) | ritorno (16ª) |
|             |             |                        |               |               |
| 3 ott.      | 3-1         | Cagliari-Verona        | 2-0           | 30 gen.       |
| 3 ott.      | 2-1         | Fiorentina-Napoli      | 0-0           | 30 gen.       |
| 3 ott.      | 2-0         | Inter-Atalanta         | 0-1           | 30 gen.       |
| 3 ott.      | 4-2         | Juventus-Catanzaro     | 0-1           | 30 gen.       |
| 3 ott.      | 1-2         | Mantova-Torino         | 0-1           | 30 gen.       |
| 3 ott.      | 1-0         | Roma-Lanerossi Vicenza | 1-0           | 30 gen.       |
| 3 ott.      | 2-1         | Sampdoria-Bologna      | 0-1           | 30 gen.       |
| 3 ott.      | 0-1         | Varese-Milan           | 1-3           | 30 gen.       |

| andata (2ª) | andata (2ª) | 2ª giornata              | ritorno (17ª) | ritorno (17ª) |
|             |             |                          |               |               |
| 17 ott.     | 2-1         | Atalanta-Cagliari        | 0-2           | 6 feb.        |
| 17 ott.     | 1-0         | Bologna-Varese           | 0-0           | 6 feb.        |
| 17 ott.     | 0-2         | Catanzaro-Inter          | 0-1           | 6 feb.        |
| 17 ott.     | 2-0         | Milan-Fiorentina         | 0-2           | 6 feb.        |
| 17 ott.     | 1-0         | Napoli-Mantova           | 0-0           | 6 feb.        |
| 17 ott.     | 1-0         | Roma-Sampdoria           | 0-1           | 6 feb.        |
| 17 ott.     | 2-1         | Torino-Lanerossi Vicenza | 0-0           | 6 feb.        |
| 17 ott.     | 1-0         | Verona-Juventus          | 0-4           | 6 feb.        |

| andata (1ª) | andata (1ª) | 1ª giornata            | ritorno (16ª) | ritorno (16ª) |
|             |             |                        |               |               |
| 3 ott.      | 3-1         | Cagliari-Verona        | 2-0           | 30 gen.       |
| 3 ott.      | 2-1         | Fiorentina-Napoli      | 0-0           | 30 gen.       |
| 3 ott.      | 2-0         | Inter-Atalanta         | 0-1           | 30 gen.       |
| 3 ott.      | 4-2         | Juventus-Catanzaro     | 0-1           | 30 gen.       |
| 3 ott.      | 1-2         | Mantova-Torino         | 0-1           | 30 gen.       |
| 3 ott.      | 1-0         | Roma-Lanerossi Vicenza | 1-0           | 30 gen.       |
| 3 ott.      | 2-1         | Sampdoria-Bologna      | 0-1           | 30 gen.       |
| 3 ott.      | 0-1         | Varese-Milan           | 1-3           | 30 gen.       |

| andata (2ª) | andata (2ª) | 2ª giornata              | ritorno (17ª) | ritorno (17ª) |
|             |             |                          |               |               |
| 17 ott.     | 2-1         | Atalanta-Cagliari        | 0-2           | 6 feb.        |
| 17 ott.     | 1-0         | Bologna-Varese           | 0-0           | 6 feb.        |
| 17 ott.     | 0-2         | Catanzaro-Inter          | 0-1           | 6 feb.        |
| 17 ott.     | 2-0         | Milan-Fiorentina         | 0-2           | 6 feb.        |
| 17 ott.     | 1-0         | Napoli-Mantova           | 0-0           | 6 feb.        |
| 17 ott.     | 1-0         | Roma-Sampdoria           | 0-1           | 6 feb.        |
| 17 ott.     | 2-1         | Torino-Lanerossi Vicenza | 0-0           | 6 feb.        |
| 17 ott.     | 1-0         | Verona-Juventus          | 0-4           | 6 feb.        |

| andata (3ª) | andata (3ª) | 3ª giornata             | ritorno (18ª) | ritorno (18ª) |
|             |             |                         |               |               |
| 24 ott.     | 0-0         | Cagliari-Catanzaro      | 2-2           | 13 feb.       |
| 24 ott.     | 2-0         | Fiorentina-Roma         | 0-0           | 13 feb.       |
| 24 ott.     | 4-1         | Inter-Verona            | 0-2           | 13 feb.       |
| 24 ott.     | 1-0         | Juventus-Atalanta       | 0-0           | 13 feb.       |
| 24 ott.     | 0-2         | Lanerossi Vicenza-Milan | 1-1           | 13 feb.       |
| 24 ott.     | 1-1         | Mantova-Bologna         | 1-1           | 13 feb.       |
| 24 ott.     | 0-0         | Napoli-Sampdoria        | 2-1           | 13 feb.       |
| 24 ott.     | 2-2         | Varese-Torino           | 0-2           | 13 feb.       |

| andata (4ª) | andata (4ª) | 4ª giornata               | ritorno (19ª) | ritorno (19ª) |
|             |             |                           |               |               |
| 31 ott.     | 3-1         | Atalanta-Fiorentina       | 0-2           | 20 feb.       |
| 31 ott.     | 2-1         | Bologna-Lanerossi Vicenza | 3-2           | 20 feb.       |
| 31 ott.     | 1-4         | Milan-Juventus            | 1-1           | 20 feb.       |
| 31 ott.     | 3-1         | Roma-Inter                | 2-2           | 20 feb.       |
| 31 ott.     | 1-1         | Sampdoria-Catanzaro       | 0-1           | 20 feb.       |
| 31 ott.     | 1-0         | Torino-Cagliari           | 2-1           | 20 feb.       |
| 31 ott.     | 0-1         | Varese-Napoli             | 0-3           | 20 feb.       |
| 31 ott.     | 1-0         | Verona-Mantova            | 0-1           | 20 feb.       |

| andata (3ª) | andata (3ª) | 3ª giornata             | ritorno (18ª) | ritorno (18ª) |
|             |             |                         |               |               |
| 24 ott.     | 0-0         | Cagliari-Catanzaro      | 2-2           | 13 feb.       |
| 24 ott.     | 2-0         | Fiorentina-Roma         | 0-0           | 13 feb.       |
| 24 ott.     | 4-1         | Inter-Verona            | 0-2           | 13 feb.       |
| 24 ott.     | 1-0         | Juventus-Atalanta       | 0-0           | 13 feb.       |
| 24 ott.     | 0-2         | Lanerossi Vicenza-Milan | 1-1           | 13 feb.       |
| 24 ott.     | 1-1         | Mantova-Bologna         | 1-1           | 13 feb.       |
| 24 ott.     | 0-0         | Napoli-Sampdoria        | 2-1           | 13 feb.       |
| 24 ott.     | 2-2         | Varese-Torino           | 0-2           | 13 feb.       |

| andata (4ª) | andata (4ª) | 4ª giornata               | ritorno (19ª) | ritorno (19ª) |
|             |             |                           |               |               |
| 31 ott.     | 3-1         | Atalanta-Fiorentina       | 0-2           | 20 feb.       |
| 31 ott.     | 2-1         | Bologna-Lanerossi Vicenza | 3-2           | 20 feb.       |
| 31 ott.     | 1-4         | Milan-Juventus            | 1-1           | 20 feb.       |
| 31 ott.     | 3-1         | Roma-Inter                | 2-2           | 20 feb.       |
| 31 ott.     | 1-1         | Sampdoria-Catanzaro       | 0-1           | 20 feb.       |
| 31 ott.     | 1-0         | Torino-Cagliari           | 2-1           | 20 feb.       |
| 31 ott.     | 0-1         | Varese-Napoli             | 0-3           | 20 feb.       |
| 31 ott.     | 1-0         | Verona-Mantova            | 0-1           | 20 feb.       |

| andata (5ª) | andata (5ª) | 5ª giornata              | ritorno (20ª) | ritorno (20ª) |
|             |             |                          |               |               |
| 7 nov.      | 2-1         | Cagliari-Napoli          | 0-0           | 27 feb.       |
| 7 nov.      | 1-1         | Catanzaro-Varese         | 1-1           | 27 feb.       |
| 7 nov.      | 2-1         | Fiorentina-Bologna       | 1-1           | 27 feb.       |
| 7 nov.      | 2-0         | Inter-Torino             | 1-2           | 27 feb.       |
| 7 nov.      | 2-1         | Juventus-Roma            | 1-1           | 27 feb.       |
| 7 nov.      | 2-1         | Lanerossi Vicenza-Verona | 2-2           | 27 feb.       |
| 7 nov.      | 1-0         | Mantova-Atalanta         | 0-2           | 27 feb.       |
| 7 nov.      | 0-2         | Sampdoria-Milan          | 0-0           | 27 feb.       |

| andata (6ª) | andata (6ª) | 6ª giornata                | ritorno (21ª) | ritorno (21ª) |
|             |             |                            |               |               |
| 14 nov.     | 1-3         | Atalanta-Lanerossi Vicenza | 0-1           | 12 mar.       |
| 14 nov.     | 1-2         | Bologna-Juventus           | 1-2           | 12 mar.       |
| 14 nov.     | 1-1         | Mantova-Catanzaro          | 1-1           | 12 mar.       |
| 14 nov.     | 0-0         | Milan-Cagliari             | 1-2           | 12 mar.       |
| 14 nov.     | 0-0         | Napoli-Inter               | 0-2           | 12 mar.       |
| 14 nov.     | 2-0         | Torino-Sampdoria           | 1-2           | 12 mar.       |
| 14 nov.     | 1-3         | Varese-Roma                | 0-0           | 12 mar.       |
| 14 nov.     | 0-0         | Verona-Fiorentina          | 1-2           | 12 mar.       |

| andata (5ª) | andata (5ª) | 5ª giornata              | ritorno (20ª) | ritorno (20ª) |
|             |             |                          |               |               |
| 7 nov.      | 2-1         | Cagliari-Napoli          | 0-0           | 27 feb.       |
| 7 nov.      | 1-1         | Catanzaro-Varese         | 1-1           | 27 feb.       |
| 7 nov.      | 2-1         | Fiorentina-Bologna       | 1-1           | 27 feb.       |
| 7 nov.      | 2-0         | Inter-Torino             | 1-2           | 27 feb.       |
| 7 nov.      | 2-1         | Juventus-Roma            | 1-1           | 27 feb.       |
| 7 nov.      | 2-1         | Lanerossi Vicenza-Verona | 2-2           | 27 feb.       |
| 7 nov.      | 1-0         | Mantova-Atalanta         | 0-2           | 27 feb.       |
| 7 nov.      | 0-2         | Sampdoria-Milan          | 0-0           | 27 feb.       |

| andata (6ª) | andata (6ª) | 6ª giornata                | ritorno (21ª) | ritorno (21ª) |
|             |             |                            |               |               |
| 14 nov.     | 1-3         | Atalanta-Lanerossi Vicenza | 0-1           | 12 mar.       |
| 14 nov.     | 1-2         | Bologna-Juventus           | 1-2           | 12 mar.       |
| 14 nov.     | 1-1         | Mantova-Catanzaro          | 1-1           | 12 mar.       |
| 14 nov.     | 0-0         | Milan-Cagliari             | 1-2           | 12 mar.       |
| 14 nov.     | 0-0         | Napoli-Inter               | 0-2           | 12 mar.       |
| 14 nov.     | 2-0         | Torino-Sampdoria           | 1-2           | 12 mar.       |
| 14 nov.     | 1-3         | Varese-Roma                | 0-0           | 12 mar.       |
| 14 nov.     | 0-0         | Verona-Fiorentina          | 1-2           | 12 mar.       |

| andata (7ª) | andata (7ª) | 7ª giornata                 | ritorno (22ª) | ritorno (22ª) |
|             |             |                             |               |               |
| 28 nov.     | 2-1         | Cagliari-Bologna            | 1-2           | 19 mar.       |
| 28 nov.     | 1-1         | Catanzaro-Lanerossi Vicenza | 0-2           | 19 mar.       |
| 28 nov.     | 1-1         | Fiorentina-Torino           | 1-2           | 19 mar.       |
| 28 nov.     | 2-3         | Inter-Milan                 | 1-1           | 19 mar.       |
| 28 nov.     | 2-2         | Juventus-Napoli             | 1-1           | 19 mar.       |
| 28 nov.     | 3-1         | Roma-Mantova                | 2-0           | 19 mar.       |
| 28 nov.     | 1-0         | Sampdoria-Atalanta          | 0-0           | 19 mar.       |
| 28 nov.     | 0-0         | Varese-Verona               | 1-1           | 19 mar.       |

| andata (8ª) | andata (8ª) | 8ª giornata              | ritorno (23ª) | ritorno (23ª) |
|             |             |                          |               |               |
| 5 dic.      | 1-0         | Atalanta-Varese          | 1-0           | 26 mar.       |
| 5 dic.      | 0-3         | Bologna-Inter            | 1-1           | 26 mar.       |
| 5 dic.      | 0-2         | Catanzaro-Fiorentina     | 0-1           | 26 mar.       |
| 5 dic.      | 2-1         | Juventus-Torino          | 1-2           | 26 mar.       |
| 5 dic.      | 6-2         | Lanerossi Vicenza-Napoli | 1-1           | 26 mar.       |
| 5 dic.      | 0-1         | Milan-Mantova            | 0-0           | 26 mar.       |
| 5 dic.      | 2-2         | Roma-Cagliari            | 0-1           | 26 mar.       |
| 5 dic.      | 1-0         | Sampdoria-Verona         | 2-3           | 26 mar.       |

| andata (7ª) | andata (7ª) | 7ª giornata                 | ritorno (22ª) | ritorno (22ª) |
|             |             |                             |               |               |
| 28 nov.     | 2-1         | Cagliari-Bologna            | 1-2           | 19 mar.       |
| 28 nov.     | 1-1         | Catanzaro-Lanerossi Vicenza | 0-2           | 19 mar.       |
| 28 nov.     | 1-1         | Fiorentina-Torino           | 1-2           | 19 mar.       |
| 28 nov.     | 2-3         | Inter-Milan                 | 1-1           | 19 mar.       |
| 28 nov.     | 2-2         | Juventus-Napoli             | 1-1           | 19 mar.       |
| 28 nov.     | 3-1         | Roma-Mantova                | 2-0           | 19 mar.       |
| 28 nov.     | 1-0         | Sampdoria-Atalanta          | 0-0           | 19 mar.       |
| 28 nov.     | 0-0         | Varese-Verona               | 1-1           | 19 mar.       |

| andata (8ª) | andata (8ª) | 8ª giornata              | ritorno (23ª) | ritorno (23ª) |
|             |             |                          |               |               |
| 5 dic.      | 1-0         | Atalanta-Varese          | 1-0           | 26 mar.       |
| 5 dic.      | 0-3         | Bologna-Inter            | 1-1           | 26 mar.       |
| 5 dic.      | 0-2         | Catanzaro-Fiorentina     | 0-1           | 26 mar.       |
| 5 dic.      | 2-1         | Juventus-Torino          | 1-2           | 26 mar.       |
| 5 dic.      | 6-2         | Lanerossi Vicenza-Napoli | 1-1           | 26 mar.       |
| 5 dic.      | 0-1         | Milan-Mantova            | 0-0           | 26 mar.       |
| 5 dic.      | 2-2         | Roma-Cagliari            | 0-1           | 26 mar.       |
| 5 dic.      | 1-0         | Sampdoria-Verona         | 2-3           | 26 mar.       |

| andata (9ª) | andata (9ª) | 9ª giornata                  | ritorno (24ª) | ritorno (24ª) |
|             |             |                              |               |               |
| 12 dic.     | 0-2         | Bologna-Milan                | 0-1           | 2 apr.        |
| 12 dic.     | 2-1         | Fiorentina-Lanerossi Vicenza | 1-0           | 2 apr.        |
| 12 dic.     | 0-0         | Inter-Cagliari               | 1-2           | 1º apr.       |
| 12 dic.     | 1-2         | Mantova-Sampdoria            | 0-0           | 2 apr.        |
| 12 dic.     | 4-0         | Napoli-Roma                  | 0-1           | 2 apr.        |
| 12 dic.     | 1-0         | Torino-Catanzaro             | 3-1           | 2 apr.        |
| 12 dic.     | 0-1         | Varese-Juventus              | 0-1           | 2 apr.        |
| 12 dic.     | 1-2         | Verona-Atalanta              | 0-0           | 2 apr.        |

| andata (10ª) | andata (10ª) | 10ª giornata            | ritorno (25ª) | ritorno (25ª) |
|              |              |                         |               |               |
| 19 dic.      | 1-0          | Atalanta-Catanzaro      | 1-1           | 9 apr.        |
| 19 dic.      | 0-0          | Cagliari-Fiorentina     | 1-0           | 9 apr.        |
| 19 dic.      | 3-1          | Juventus-Sampdoria      | 0-0           | 9 apr.        |
| 6 gen.       | 0-4          | Lanerossi Vicenza-Inter | 1-2           | 9 apr.        |
| 19 dic.      | 2-2          | Mantova-Varese          | 4-2           | 9 apr.        |
| 19 dic.      | 3-0          | Milan-Roma              | 2-1           | 9 apr.        |
| 19 dic.      | 1-1          | Napoli-Torino           | 0-1           | 9 apr.        |
| 19 dic.      | 0-0          | Verona-Bologna          | 0-1           | 9 apr.        |

| andata (9ª) | andata (9ª) | 9ª giornata                  | ritorno (24ª) | ritorno (24ª) |
|             |             |                              |               |               |
| 12 dic.     | 0-2         | Bologna-Milan                | 0-1           | 2 apr.        |
| 12 dic.     | 2-1         | Fiorentina-Lanerossi Vicenza | 1-0           | 2 apr.        |
| 12 dic.     | 0-0         | Inter-Cagliari               | 1-2           | 1º apr.       |
| 12 dic.     | 1-2         | Mantova-Sampdoria            | 0-0           | 2 apr.        |
| 12 dic.     | 4-0         | Napoli-Roma                  | 0-1           | 2 apr.        |
| 12 dic.     | 1-0         | Torino-Catanzaro             | 3-1           | 2 apr.        |
| 12 dic.     | 0-1         | Varese-Juventus              | 0-1           | 2 apr.        |
| 12 dic.     | 1-2         | Verona-Atalanta              | 0-0           | 2 apr.        |

| andata (10ª) | andata (10ª) | 10ª giornata            | ritorno (25ª) | ritorno (25ª) |
|              |              |                         |               |               |
| 19 dic.      | 1-0          | Atalanta-Catanzaro      | 1-1           | 9 apr.        |
| 19 dic.      | 0-0          | Cagliari-Fiorentina     | 1-0           | 9 apr.        |
| 19 dic.      | 3-1          | Juventus-Sampdoria      | 0-0           | 9 apr.        |
| 6 gen.       | 0-4          | Lanerossi Vicenza-Inter | 1-2           | 9 apr.        |
| 19 dic.      | 2-2          | Mantova-Varese          | 4-2           | 9 apr.        |
| 19 dic.      | 3-0          | Milan-Roma              | 2-1           | 9 apr.        |
| 19 dic.      | 1-1          | Napoli-Torino           | 0-1           | 9 apr.        |
| 19 dic.      | 0-0          | Verona-Bologna          | 0-1           | 9 apr.        |

| andata (11ª) | andata (11ª) | 11ª giornata               | ritorno (26ª) | ritorno (26ª) |
|              |              |                            |               |               |
| 26 dic.      | 0-0          | Atalanta-Torino            | 0-1           | 16 apr.       |
| 26 dic.      | 0-0          | Catanzaro-Napoli           | 0-0           | 16 apr.       |
| 26 dic.      | 0-0          | Fiorentina-Inter           | 1-1           | 16 apr.       |
| 26 dic.      | 2-1          | Juventus-Mantova           | 1-1           | 16 apr.       |
| 26 dic.      | 0-1          | Lanerossi Vicenza-Cagliari | 0-3           | 16 apr.       |
| 26 dic.      | 2-0          | Milan-Verona               | 1-1           | 16 apr.       |
| 26 dic.      | 1-0          | Roma-Bologna               | 2-2           | 16 apr.       |
| 26 dic.      | 2-0          | Sampdoria-Varese           | 1-0           | 16 apr.       |

| andata (12ª) | andata (12ª) | 12ª giornata                | ritorno (27ª) | ritorno (27ª) |
|              |              |                             |               |               |
| 2 gen.       | 2-1          | Bologna-Catanzaro           | 0-1           | 23 apr.       |
| 2 gen.       | 0-0          | Inter-Juventus              | 0-3           | 23 apr.       |
| 2 gen.       | 1-2          | Mantova-Fiorentina          | 1-0           | 23 apr.       |
| 2 gen.       | 1-0          | Roma-Atalanta               | 1-1           | 23 apr.       |
| 2 gen.       | 1-1          | Sampdoria-Lanerossi Vicenza | 0-1           | 23 apr.       |
| 2 gen.       | 0-0          | Torino-Milan                | 0-1           | 23 apr.       |
| 2 gen.       | 0-2          | Varese-Cagliari             | 1-1           | 23 apr.       |
| 2 gen.       | 1-1          | Verona-Napoli               | 1-1           | 23 apr.       |

| andata (11ª) | andata (11ª) | 11ª giornata               | ritorno (26ª) | ritorno (26ª) |
|              |              |                            |               |               |
| 26 dic.      | 0-0          | Atalanta-Torino            | 0-1           | 16 apr.       |
| 26 dic.      | 0-0          | Catanzaro-Napoli           | 0-0           | 16 apr.       |
| 26 dic.      | 0-0          | Fiorentina-Inter           | 1-1           | 16 apr.       |
| 26 dic.      | 2-1          | Juventus-Mantova           | 1-1           | 16 apr.       |
| 26 dic.      | 0-1          | Lanerossi Vicenza-Cagliari | 0-3           | 16 apr.       |
| 26 dic.      | 2-0          | Milan-Verona               | 1-1           | 16 apr.       |
| 26 dic.      | 1-0          | Roma-Bologna               | 2-2           | 16 apr.       |
| 26 dic.      | 2-0          | Sampdoria-Varese           | 1-0           | 16 apr.       |

| andata (12ª) | andata (12ª) | 12ª giornata                | ritorno (27ª) | ritorno (27ª) |
|              |              |                             |               |               |
| 2 gen.       | 2-1          | Bologna-Catanzaro           | 0-1           | 23 apr.       |
| 2 gen.       | 0-0          | Inter-Juventus              | 0-3           | 23 apr.       |
| 2 gen.       | 1-2          | Mantova-Fiorentina          | 1-0           | 23 apr.       |
| 2 gen.       | 1-0          | Roma-Atalanta               | 1-1           | 23 apr.       |
| 2 gen.       | 1-1          | Sampdoria-Lanerossi Vicenza | 0-1           | 23 apr.       |
| 2 gen.       | 0-0          | Torino-Milan                | 0-1           | 23 apr.       |
| 2 gen.       | 0-2          | Varese-Cagliari             | 1-1           | 23 apr.       |
| 2 gen.       | 1-1          | Verona-Napoli               | 1-1           | 23 apr.       |

| andata (13ª) | andata (13ª) | 13ª giornata              | ritorno (28ª) | ritorno (28ª) |
|              |              |                           |               |               |
| 9 gen.       | 0-0          | Atalanta-Bologna          | 1-1           | 7 mag.        |
| 9 gen.       | 2-1          | Cagliari-Juventus         | 1-2           | 7 mag.        |
| 9 gen.       | 1-1          | Catanzaro-Roma            | 0-4           | 7 mag.        |
| 9 gen.       | 1-0          | Fiorentina-Varese         | 1-1           | 7 mag.        |
| 9 gen.       | 4-4          | Inter-Sampdoria           | 0-0           | 7 mag.        |
| 9 gen.       | 1-0          | Lanerossi Vicenza-Mantova | 1-0           | 7 mag.        |
| 9 gen.       | 0-0          | Napoli-Milan              | 0-3           | 7 mag.        |
| 9 gen.       | 2-2          | Torino-Verona             | 0-0           | 7 mag.        |

| andata (14ª) | andata (14ª) | 14ª giornata             | ritorno (29ª) | ritorno (29ª) |
|              |              |                          |               |               |
| 16 gen.      | 2-2          | Bologna-Napoli           | 0-0           | 21 mag.       |
| 16 gen.      | 1-0          | Juventus-Fiorentina      | 1-1           | 21 mag.       |
| 16 gen.      | 1-6          | Mantova-Inter            | 0-2           | 21 mag.       |
| 16 gen.      | 1-0          | Milan-Atalanta           | 1-0           | 21 mag.       |
| 16 gen.      | 3-1          | Roma-Torino              | 0-2           | 21 mag.       |
| 16 gen.      | 0-0          | Sampdoria-Cagliari       | 1-3           | 21 mag.       |
| 16 gen.      | 0-0          | Varese-Lanerossi Vicenza | 4-0           | 21 mag.       |
| 16 gen.      | 0-0          | Verona-Catanzaro         | 0-0           | 21 mag.       |

| andata (13ª) | andata (13ª) | 13ª giornata              | ritorno (28ª) | ritorno (28ª) |
|              |              |                           |               |               |
| 9 gen.       | 0-0          | Atalanta-Bologna          | 1-1           | 7 mag.        |
| 9 gen.       | 2-1          | Cagliari-Juventus         | 1-2           | 7 mag.        |
| 9 gen.       | 1-1          | Catanzaro-Roma            | 0-4           | 7 mag.        |
| 9 gen.       | 1-0          | Fiorentina-Varese         | 1-1           | 7 mag.        |
| 9 gen.       | 4-4          | Inter-Sampdoria           | 0-0           | 7 mag.        |
| 9 gen.       | 1-0          | Lanerossi Vicenza-Mantova | 1-0           | 7 mag.        |
| 9 gen.       | 0-0          | Napoli-Milan              | 0-3           | 7 mag.        |
| 9 gen.       | 2-2          | Torino-Verona             | 0-0           | 7 mag.        |

| andata (14ª) | andata (14ª) | 14ª giornata             | ritorno (29ª) | ritorno (29ª) |
|              |              |                          |               |               |
| 16 gen.      | 2-2          | Bologna-Napoli           | 0-0           | 21 mag.       |
| 16 gen.      | 1-0          | Juventus-Fiorentina      | 1-1           | 21 mag.       |
| 16 gen.      | 1-6          | Mantova-Inter            | 0-2           | 21 mag.       |
| 16 gen.      | 1-0          | Milan-Atalanta           | 1-0           | 21 mag.       |
| 16 gen.      | 3-1          | Roma-Torino              | 0-2           | 21 mag.       |
| 16 gen.      | 0-0          | Sampdoria-Cagliari       | 1-3           | 21 mag.       |
| 16 gen.      | 0-0          | Varese-Lanerossi Vicenza | 4-0           | 21 mag.       |
| 16 gen.      | 0-0          | Verona-Catanzaro         | 0-0           | 21 mag.       |

| \| andata (15ª) \| andata (15ª) \| 15ª giornata \| ritorno (30ª) \| ritorno (30ª) \| \| \| \| \| \| \| \| 23 gen. \| 1-0 \| Cagliari-Mantova \| 1-2 \| 28 mag. \| \| 23 gen. \| 0-0 \| Catanzaro-Milan \| 0-1 \| 28 mag. \| \| 23 gen. \| 0-0 \| Fiorentina-Sampdoria \| 0-0 \| 28 mag. \| \| 23 gen. \| 2-0 \| Inter-Varese \| 3-0 \| 28 mag. \| \| 23 gen. \| 1-3 \| Lanerossi Vicenza-Juventus \| 0-2 \| 28 mag. \| \| 23 gen. \| 2-1 \| Napoli-Atalanta \| 1-3 \| 28 mag. \| \| 23 gen. \| 1-0 \| Torino-Bologna \| 3-2 \| 28 mag. \| \| 23 gen. \| 1-1 \| Verona-Roma \| 0-1 \| 28 mag. \| |              |                            |               |               |
| andata (15ª) | andata (15ª) | 15ª giornata               | ritorno (30ª) | ritorno (30ª) |
| |              |                            |               |               |
| 23 gen. | 1-0          | Cagliari-Mantova           | 1-2           | 28 mag.       |
| 23 gen. | 0-0          | Catanzaro-Milan            | 0-1           | 28 mag.       |
| 23 gen. | 0-0          | Fiorentina-Sampdoria       | 0-0           | 28 mag.       |
| 23 gen. | 2-0          | Inter-Varese               | 3-0           | 28 mag.       |
| 23 gen. | 1-3          | Lanerossi Vicenza-Juventus | 0-2           | 28 mag.       |
| 23 gen. | 2-1          | Napoli-Atalanta            | 1-3           | 28 mag.       |
| 23 gen. | 1-0          | Torino-Bologna             | 3-2           | 28 mag.       |
| 23 gen. | 1-1          | Verona-Roma                | 0-1           | 28 mag.       |

| andata (15ª) | andata (15ª) | 15ª giornata               | ritorno (30ª) | ritorno (30ª) |
|              |              |                            |               |               |
| 23 gen.      | 1-0          | Cagliari-Mantova           | 1-2           | 28 mag.       |
| 23 gen.      | 0-0          | Catanzaro-Milan            | 0-1           | 28 mag.       |
| 23 gen.      | 0-0          | Fiorentina-Sampdoria       | 0-0           | 28 mag.       |
| 23 gen.      | 2-0          | Inter-Varese               | 3-0           | 28 mag.       |
| 23 gen.      | 1-3          | Lanerossi Vicenza-Juventus | 0-2           | 28 mag.       |
| 23 gen.      | 2-1          | Napoli-Atalanta            | 1-3           | 28 mag.       |
| 23 gen.      | 1-0          | Torino-Bologna             | 3-2           | 28 mag.       |
| 23 gen.      | 1-1          | Verona-Roma                | 0-1           | 28 mag.       |

## Statistiche

### Capoliste solitarie
|    | —— | —— | ——  | —— | ——  | —— | ——       | ——       | ——       | ——       | ——       | ——       | ——       | ——       | ——  | ——       | ——       | ——       | ——       | ——       | ——       | ——       | ——       | ——  | ——  | ——       | ——       | ——       | ——       | —— |  |
|    |    |    | Tor |    | Juv |    | Juventus | Juventus | Juventus | Juventus | Juventus | Juventus | Juventus | Juventus |     | Juventus | Juventus | Juventus | Juventus | Juventus | Juventus | Juventus | Juventus |     | Tor | Juventus | Juventus | Juventus | Juventus |    |  |
|    |    |    |     |    |     |    |          |          |          |          |          |          |          |          |     |          |          |          |          |          |          |          |          |     |     |          |          |          |          |    |  |
|    |    |    |     |    |     |    |          |          |          |          |          |          |          |          |     |          |          |          |          |          |          |          |          |     |     |          |          |          |          |    |  |
| 1ª | 2ª | 3ª | 4ª  | 5ª | 6ª  | 7ª | 8ª       | 9ª       | 10ª      | 11ª      | 12ª      | 13ª      | 14ª      | 15ª      | 16ª | 17ª      | 18ª      | 19ª      | 20ª      | 21ª      | 22ª      | 23ª      | 24ª      | 25ª | 26ª | 27ª      | 28ª      | 29ª      | 30ª      |    |  |

### Individuali

#### Classifica marcatori
| Gol | Rigori |  | Giocatore          | Squadra           |
| --- | ------ |  | ------------------ | ----------------- |
| 22  | 6      |  | Roberto Boninsegna | Inter             |
| 21  | 3      |  | Gigi Riva          | Cagliari          |
| 14  |        |  | Alberto Bigon      | Milan             |
| 11  |        |  | Pietro Anastasi    | Juventus          |
| 11  |        |  | Mario Maraschi     | Lanerossi Vicenza |
| 11  | 3      |  | Giuseppe Savoldi   | Bologna           |
| 10  |        |  | Roberto Bettega    | Juventus          |
| 10  | 4      |  | Sergio Clerici     | Fiorentina        |
| 9   | 1      |  | Gianni Bui         | Torino            |
| 9   |        |  | Fabio Capello      | Juventus          |
| 8   | 1      |  | José Altafini      | Napoli            |

### Media spettatori
Media spettatori della Serie A 1971-72: 29 557.
| Club       | Pos. | Media  |
| ---------- | ---- | ------ |
| Napoli     | 1    | 53.923 |
| Roma       | 2    | 47.990 |
| Milan      | 3    | 46.130 |
| Juventus   | 4    | 45.667 |
| Inter      | 5    | 42.630 |
| Fiorentina | 6    | 37.492 |
| Cagliari   | 7    | 31.839 |
| Torino     | 8    | 31.386 |
| Bologna    | 9    | 25.503 |
| Sampdoria  | 10   | 21.334 |
| Verona     | 11   | 20.038 |
| Atalanta   | 12   | 17.781 |
| Vicenza    | 13   | 15.352 |
| Catanzaro  | 14   | 14.762 |
| Mantova    | 15   | 12.111 |
| Varese     | 16   | 9.000  |